# Platidia anomioides
Platidia anomioides är en armfotingsart som först beskrevs av Scacchi och Philippi 1844.  Platidia anomioides ingår i släktet Platidia och familjen Platidiidae. Inga underarter finns listade i Catalogue of Life.